# Специальная антитеррористическая группа
Специальная антитеррористическая группа (серб. Специјална антитерористичка јединица, САJ / Specijalna antiteroristička jedinica, SAJ) — специальное подразделение полиции Сербии по борьбе с терроризмом.

## История
Специальная антитеррористическая группа была создана 13 мая 1978 года на территории СФРЮ в связи с усилением активности насильственных действий незаконных вооружённых группировок в Западной Европе, которые в то время занимались террором — в частности, с борьбой против таких группировок, как ИРА, баскской ЭТА, немецкой RAF и итальянской BR.
Первым командиром группы был Франц Кос. 18 декабря 1978 года, спустя семь месяцев после создания группы, было принято решение о создании республиканских и провинциальных отделов группы. Само подразделение называлось «Группа антитеррористического назначения» (серб. Jedinica za antiteroristička dejstva, JATD) в министерстве внутренних дел СР Сербии (RSUP), дислоцировалась новая организация в Нови-Белграде.
Первым командиром этого подразделения был Милош Буйенович. Основными задачами нового подразделения являлись предотвращение захватом самолётов, освобождением заложников, борьбой с организованной преступностью и другими подобными операциями с высокой степенью риска в городских условиях. В 1983 году группа передислоцировалась в Белградский международный аэропорт им. Николы Теслы и специальная группа была переименована в «Группа специального назначения» (серб. Jedinica za specijalna dejstva RSUP).
В 1991 году группа была вновь переименована в «Специальную группу МВД Республики Сербии» (серб. Specijalna jedinica MUP-а Republike Srbije ), и новым командиром группы стал Радован Стойичич. В 1992 году специальные подразделения состояли из суб-команд Белграда, Нови-Сада и Приштины, все они были под объединённым командованием специального подразделения. С 1 июня 1992 года командиром всей группы был Живко Трайкович. Тем временем Белградским отделом группы командовал Зоран Симович, Нови-Садским отделом командовал Бранко Юрчич, а Приштинским отделом командовал Радослав Сталевич. Во время войны 1992 года группа передислоцировалась на специальную базу вблизи Батайници в учебный центр под названием «13 Maj», где и по сей день располагается группа.
В 1994 году группа были переименована в теперешнее название «Специальная антитеррористическая группа» (серб. Специјална Антитерористичка Jединица). Во время Боснийской войны, группа САJ была на стороне сербских военизированных формирований.
В 1996 году командир одной из групп Радован Стойичич был убит в центре Белграда неизвестными.
В период с 1998—1999 годов группа участвовала в Косовской войне. Во время боевых действий, албанские сепаратисты убили 17 бойцов группы. Так же по версии албанских сепаратистов группа обвиняется в участие, в так называемой «резне в Рачаке», и в убийствах 45 человек (в том числе 9 бойцов АОК) в январе 1999, а также в убийстве 50 человек в районе Сува-Река в марте 1999 года. Во время боевых действий группой командовали — Радован Стойчич, Миодраг Тепавчевич, Живко Трайкович и Милован Глишович.
В 2001 году на полицейском полигоне Специальной антитеррористической группы (SAJ) в пригороде Белграда Батайница, было найдено массовое захоронение убитых албанцев, ставших жертвами этнических чисток, проводимых югославскими силами в ходе Косовской войны. Всего найдены останки более 700 человек. Работы проводились с июня 2001 по конец ноября 2002 года.
С 2005 года командиром группы САJ является подполковник Спасое Вулевич (первый сербский офицер закончивший американскую академию ФБР).
20 сентября 2008 года проходило торжественное празднование и демонстрация в честь 30-летия со дня своего основания. Группа представила ряд упражнений, в которых приняли участие высшие государственные должностные лица, представители посольств и многочисленные представители культурных и общественных организаций. В церемонии празднования участвовали глава полиции Милорад Вельйович, министр Ивица Дачич, так же присутствовали премьер-министр Мирко Цветкович, спикер парламента Славица Джукич-Деянович, министр обороны Драган Шутановац и начальник штаба сербской армии Здравко Понош. Присутствие почти всех государственных и полицейских чиновников на празднике на базе около Батайнице, является высшим признанием, полученное за свою работу с момента своего создания.
В 2015 году Министр внутренних дел Небойша Стефанович объявил о том, что ПTJ (Противотеррористическая группа Сербии) будут объединена вместе с группой САJ, в то время как новое подразделение САJ будет включать в себя только лучших бойцов из этих двух подразделений, а также других сотрудников Министерства внутренних дел.

## Структура

### Организация группы
Боевая группа делится на командование, оперативный отряд, материально-технический отряд, санитарно-гигиенический отряд,  и отряд по изготовлению и испытанию оружия и боеприпасов.  Группа сосоит из четырёх команд: "A", "B", "C" и "D": 
- Команды А и В являются штурмовыми отрядами, которые предназначены для выполнения сложных боевых задач в ситуациях с захватом заложников, в частности быстрых штурмов самолётов, автобусов, а также штурмов забаррикадированных зданий, арестов опасных вооружённых лиц,  и прочих преступников.
- Команда C является отрядом специалистов состоящей из отряда снайперов, отряда боевых пловцов, отряда кинологов, отряда сапёров для устранения наземных мин, а также из отряда бойцов биологической и химической защиты (BHS).
- Команда D обеспечивает безопасность и поддержку во время боевых операций, отвечает за защиту важных лиц и объектов, которые подвергаются угрозам террористических актов; материально-техническое обеспечение обеспечивается отрядом медиков, отрядом по изготовлению и испытаниям оружия и боеприпасов, технических и аварийно-спасательных служб.

При выполнении особо важных задач - команды A, B и C являются частью единого координационного органа группы, в которой каждая команда имеет четкие определённые задачи.

### Вооружение
| Оружие                       | Тип                         | Изображение |
| ---------------------------- | --------------------------- | ----------- |
| Colt М4 (Model 933)          | Штурмовая винтовка          |             |
| SIG SG 552                   | Штурмовая винтовка          |             |
| Застава М21                  | Штурмовая винтовка          |             |
| Sako TRG                     | Снайперская винтовка        |             |
| Heckler & Koch MP5 (A3, SD3) | Пистолет-пулемёт            |             |
| Benelli M4                   | Полуавтоматический карабин  |             |
| CZ-99                        | Полуавтоматический пистолет |             |
| Glock 17                     | Полуавтоматический пистолет |             |

## Галерея

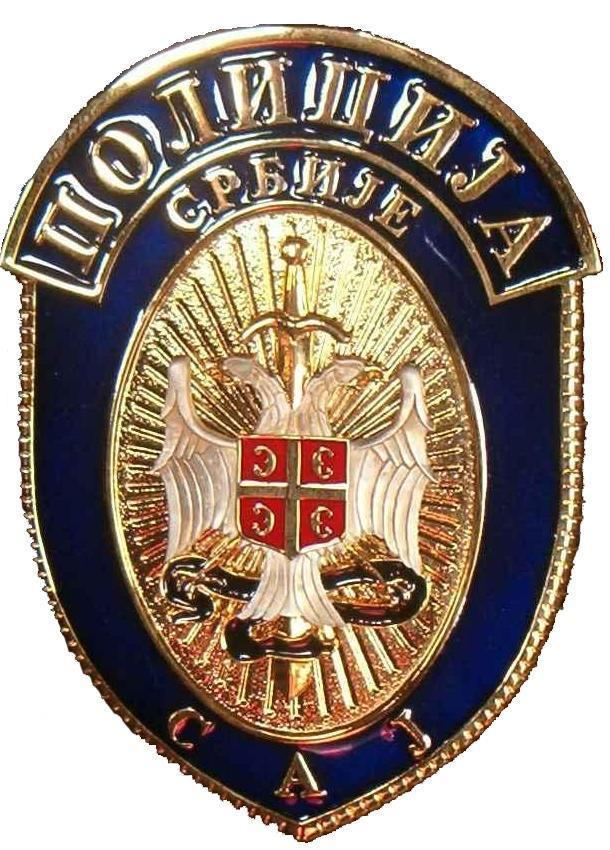
Значок бойцов СAJ
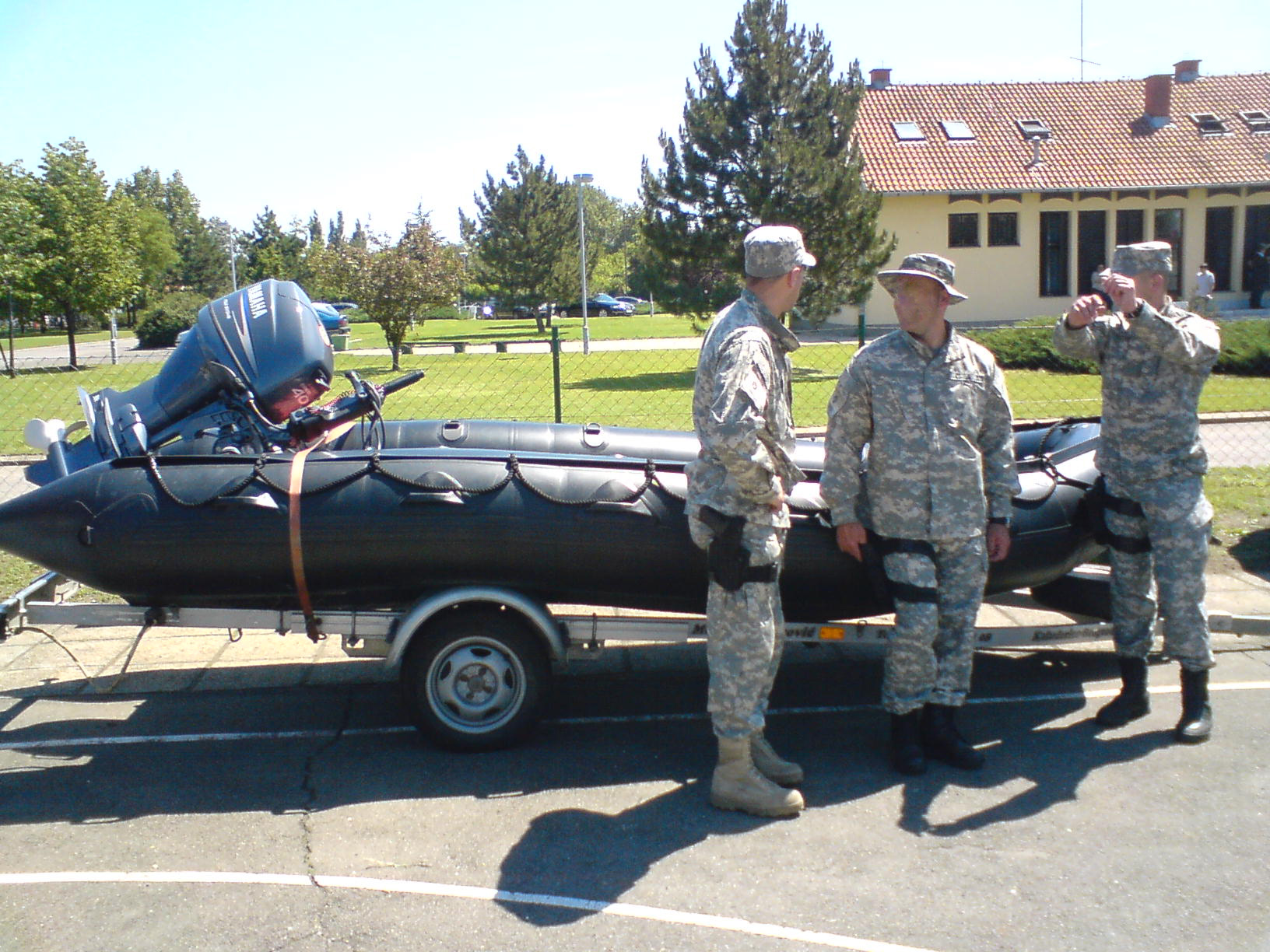
Бойцы группы СAJ
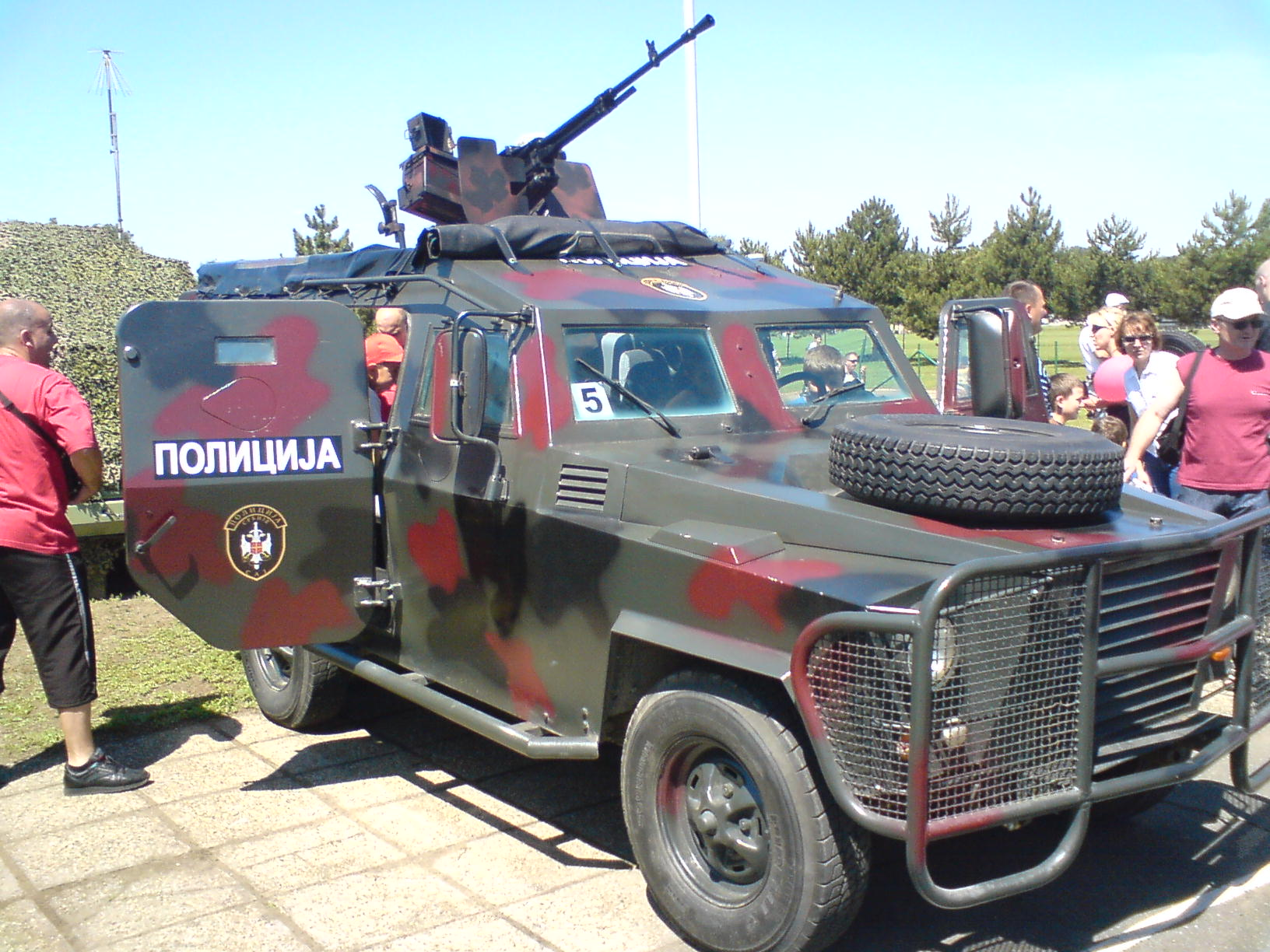
Боевая бронемашина марки Land Rover
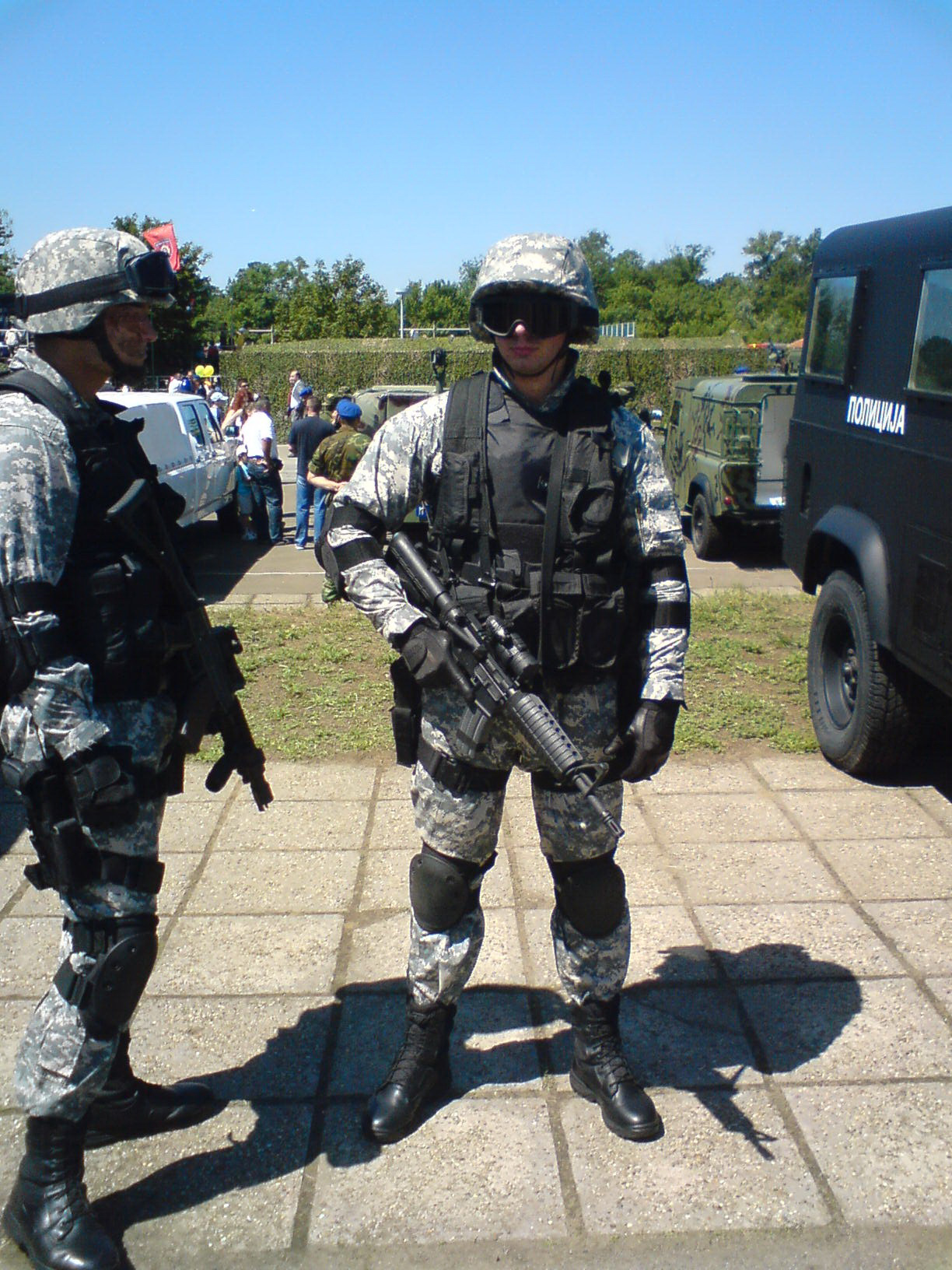
Универсальный камуфляж марки ACUPAT
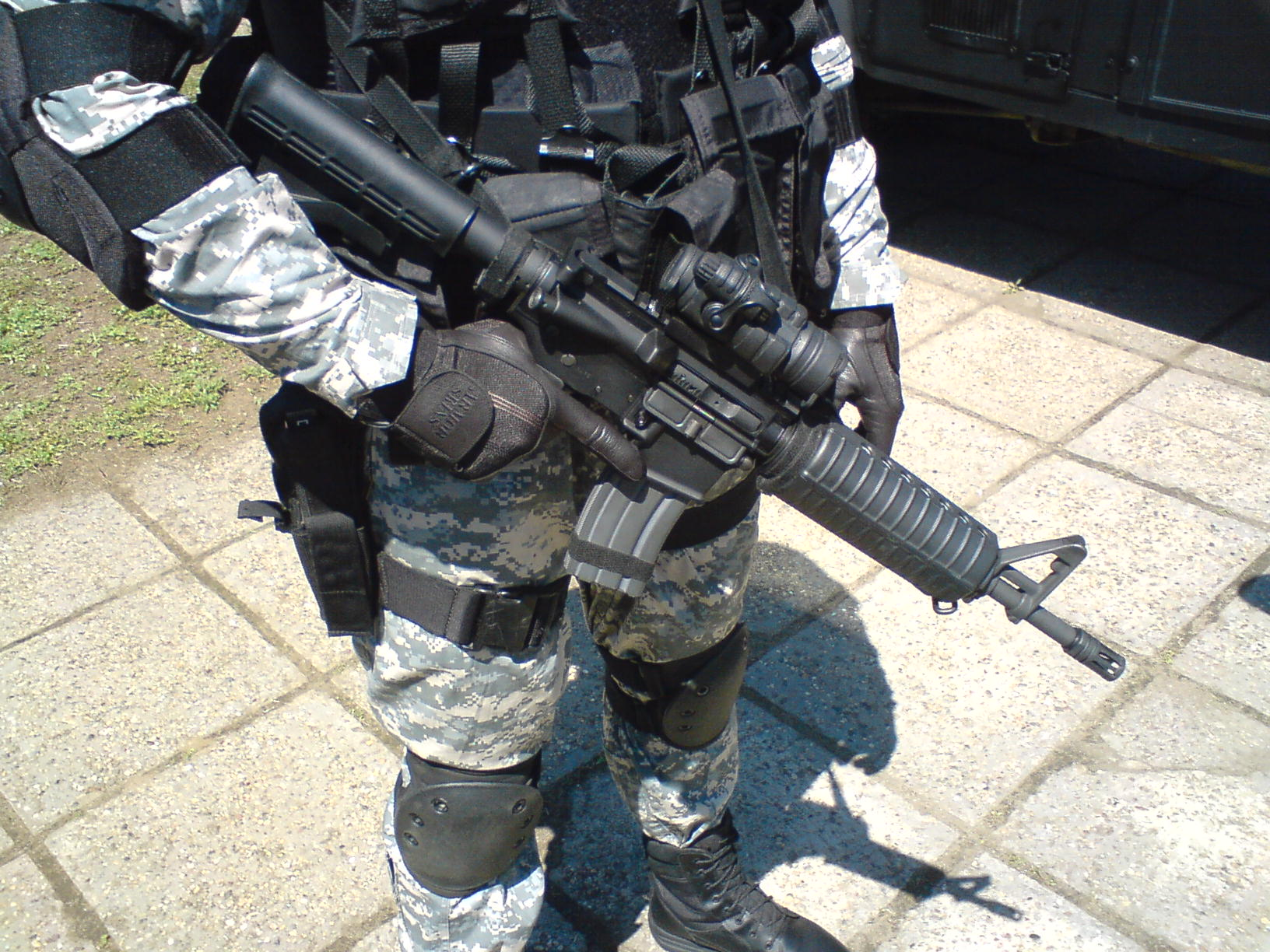
Штурмовой карабин М4 использующийся бойцами группы СAJ
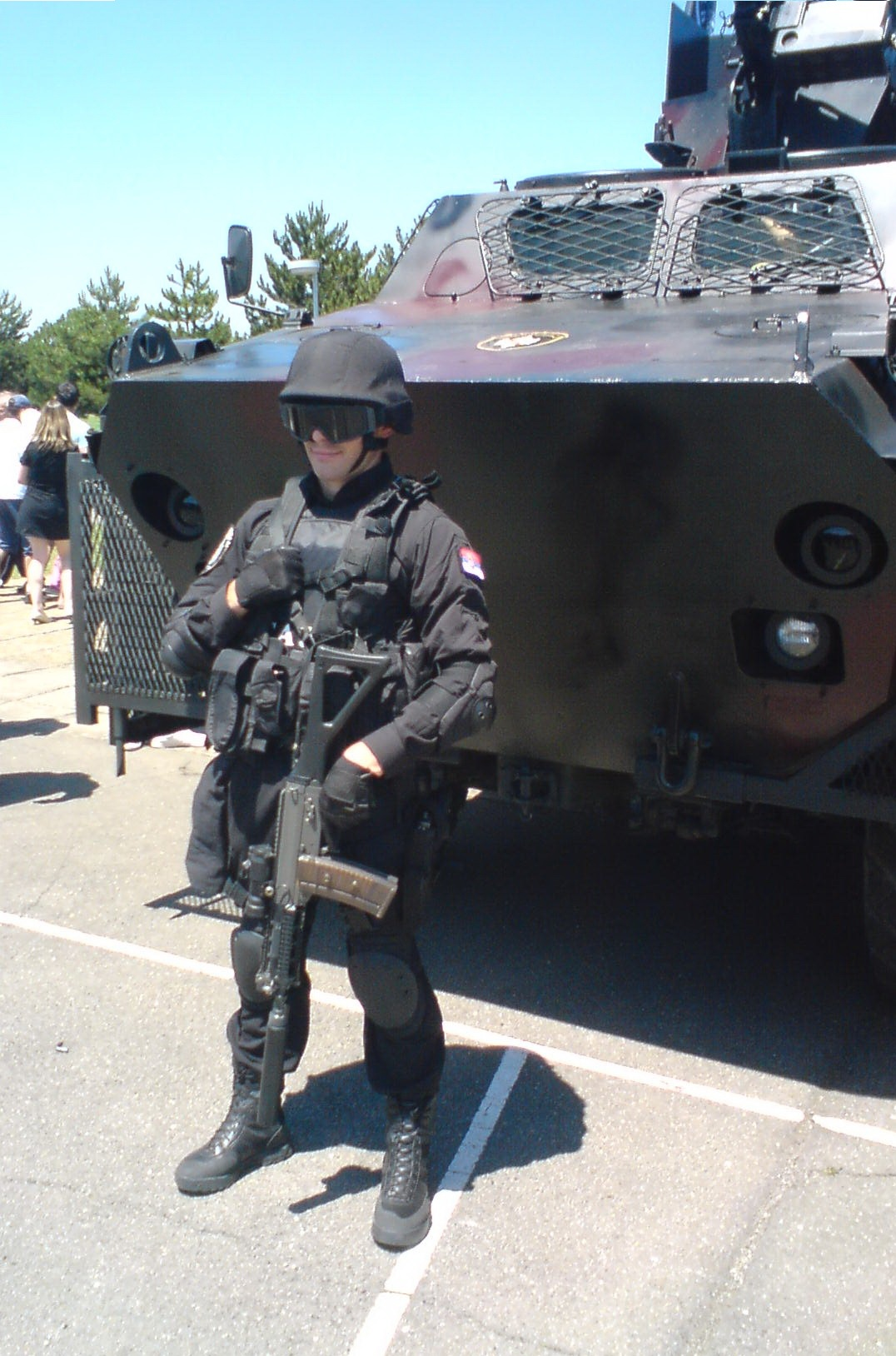
Боец группы СAJ
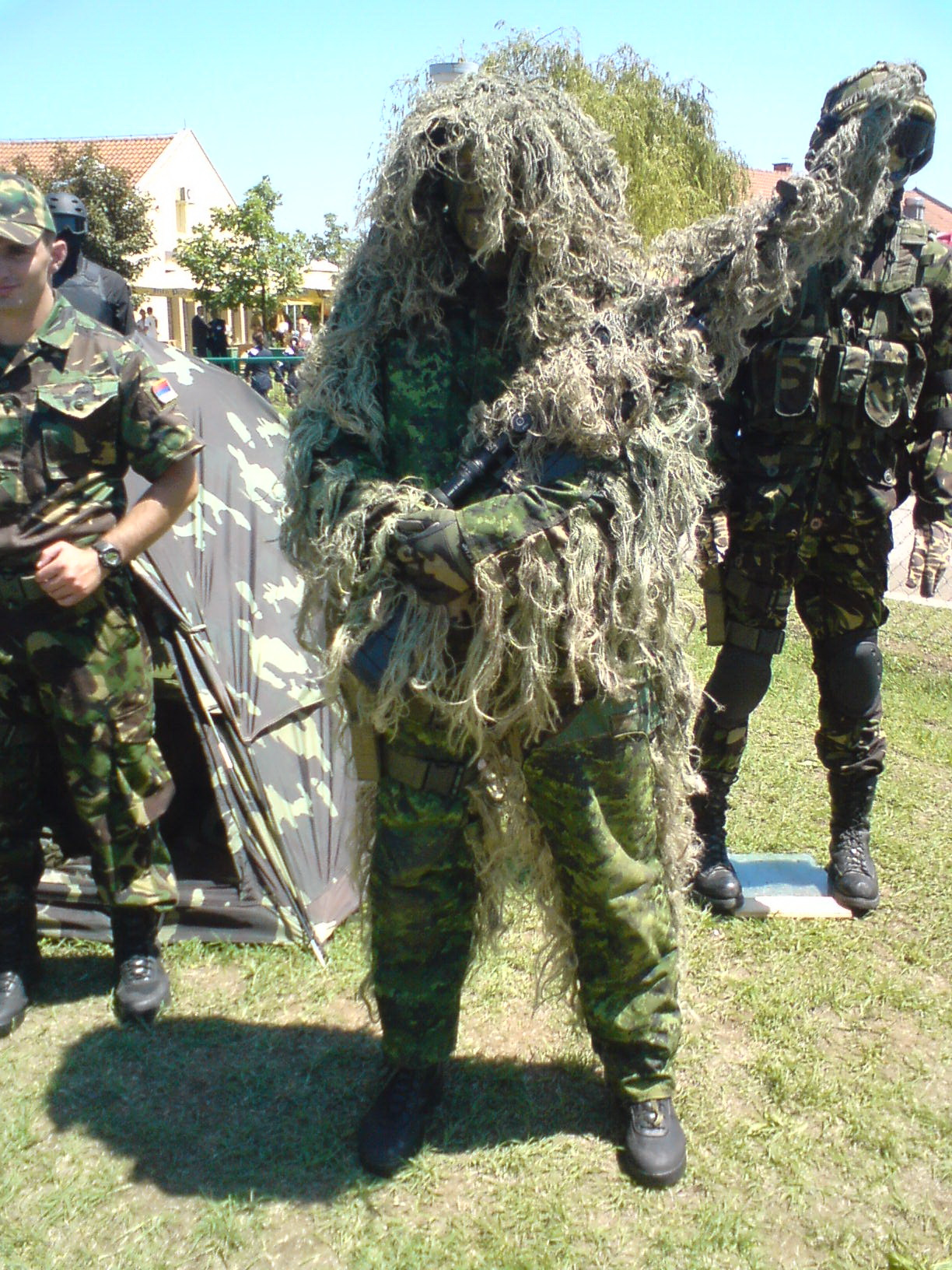
Боец группы СAJ в полевой маскировке
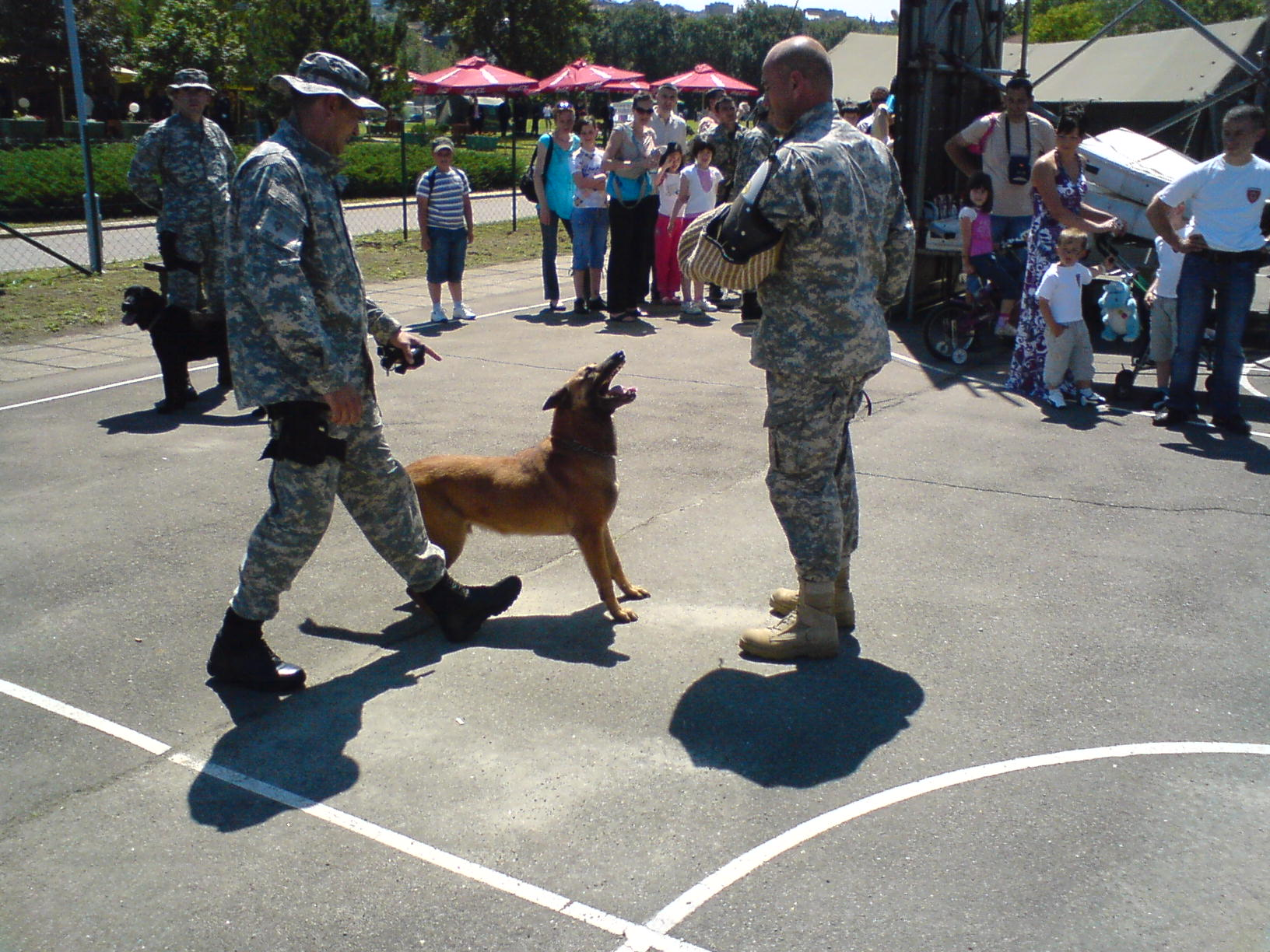
Кинологи группы
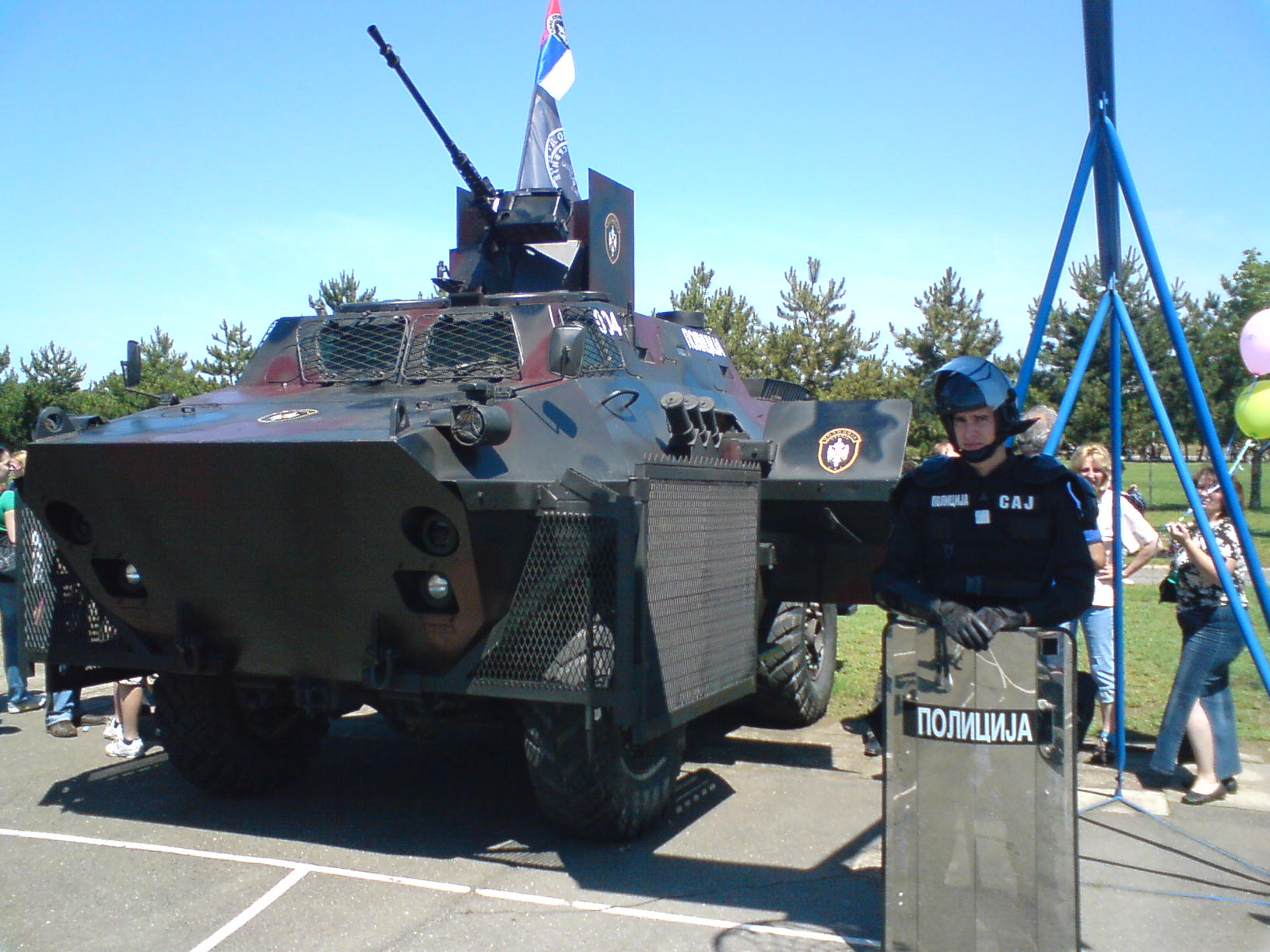
оборудование по борьбе с беспорядками
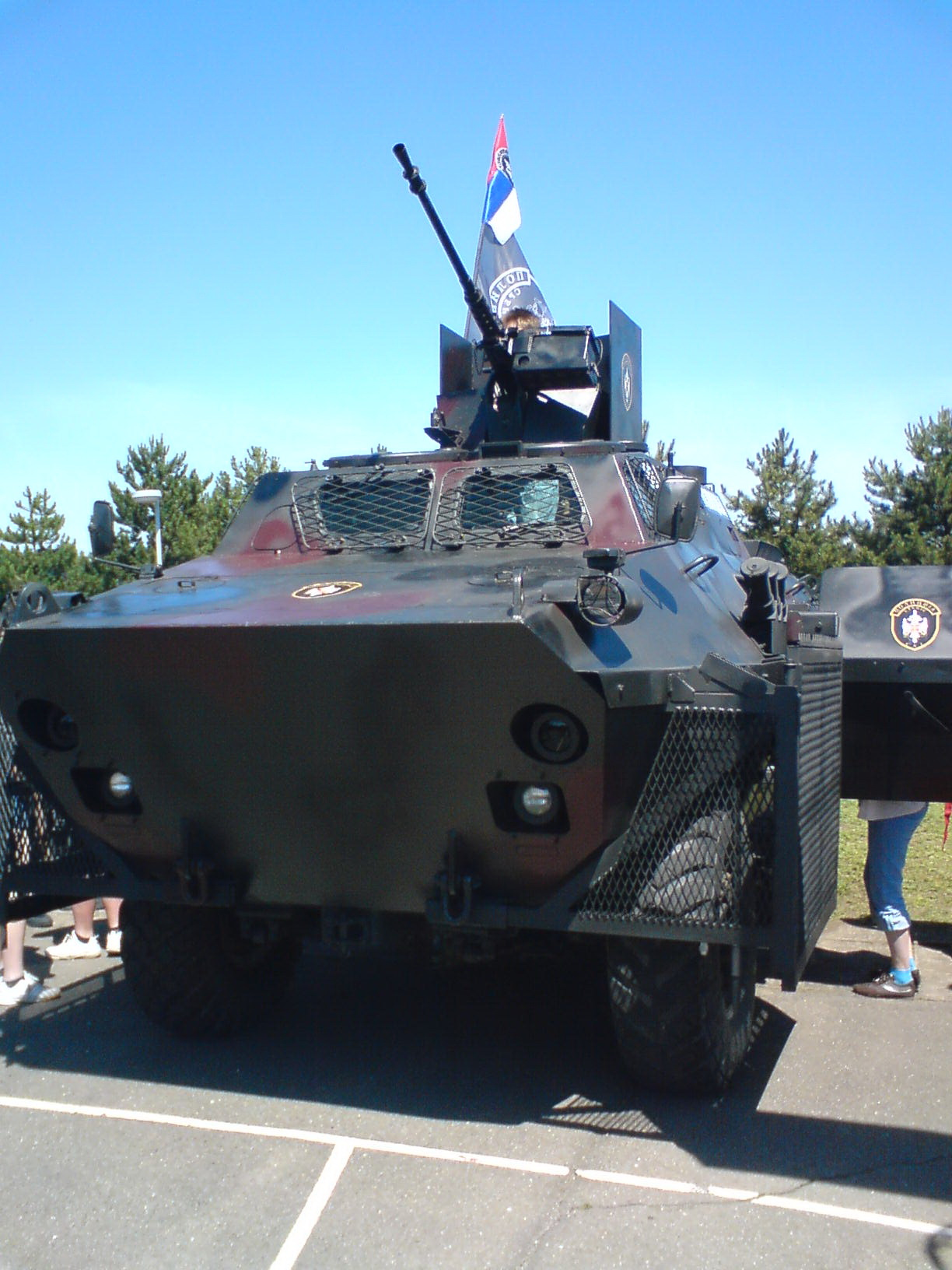
Бронетранспортёр группы СAJ
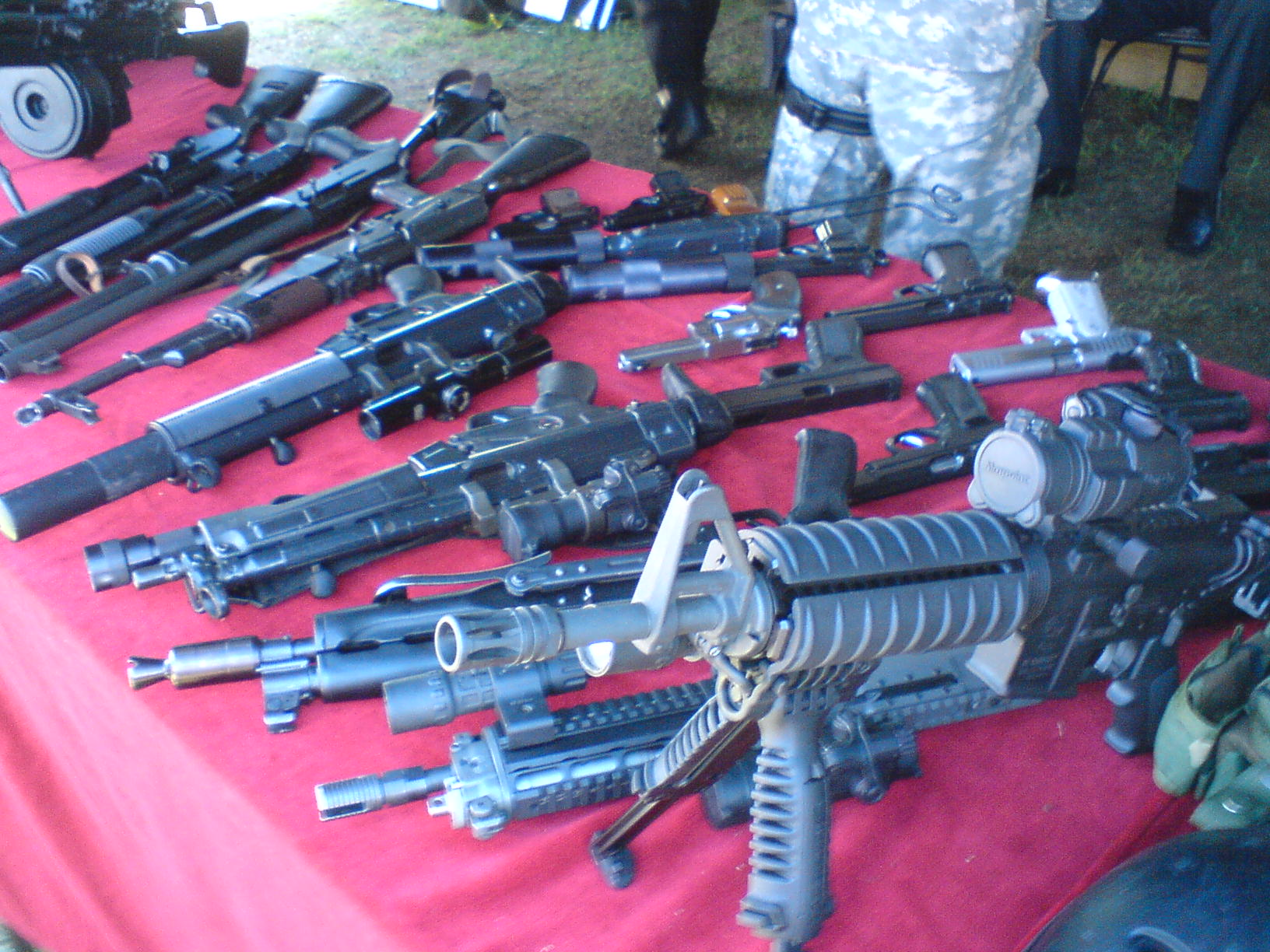
оружие группы СAJ
- бойцы группы спускаются с вертолёта Bell 212